# Otto Neuburger
Otto Neuburger (geboren 14. Januar 1890 in München; gestorben 1956 in Washington, D.C.) war ein deutscher Schriftsteller und Volkswirt. 

## Leben
Otto Neuburger war ein Sohn des Kaufmanns und Kommerzienrats Max Neuburger und der Cäcilie Simonsfeld. Er machte 1909 das Abitur am Theresiengymnasium in München. Er studierte Nationalökonomie in Grenoble, Berlin und München. 1912 wurde er in Heidelberg promoviert. Neuburger war von 1914 bis 1919 Soldat im Ersten Weltkrieg. Er war Abteilungsleiter und Beamter am Münchener Arbeitsamt. 
Neuburger war einer der Herausgeber und Redaktionsmitglied des Philo-Lexikons. Handbuch des jüdischen Wissens (1935). 1936 emigriert er in die USA.
Für das War Department in Washington, D. C. war er unter anderem an der Abfassung des Civil Affairs Guide: German-English Dictionary of German Administrative Terms [Leitfaden für Zivilangelegenheiten: Deutsch-Englisches Wörterbuch der deutschen Verwaltungsbegriffe] beteiligt (1944).

## Publikationen (Auswahl)

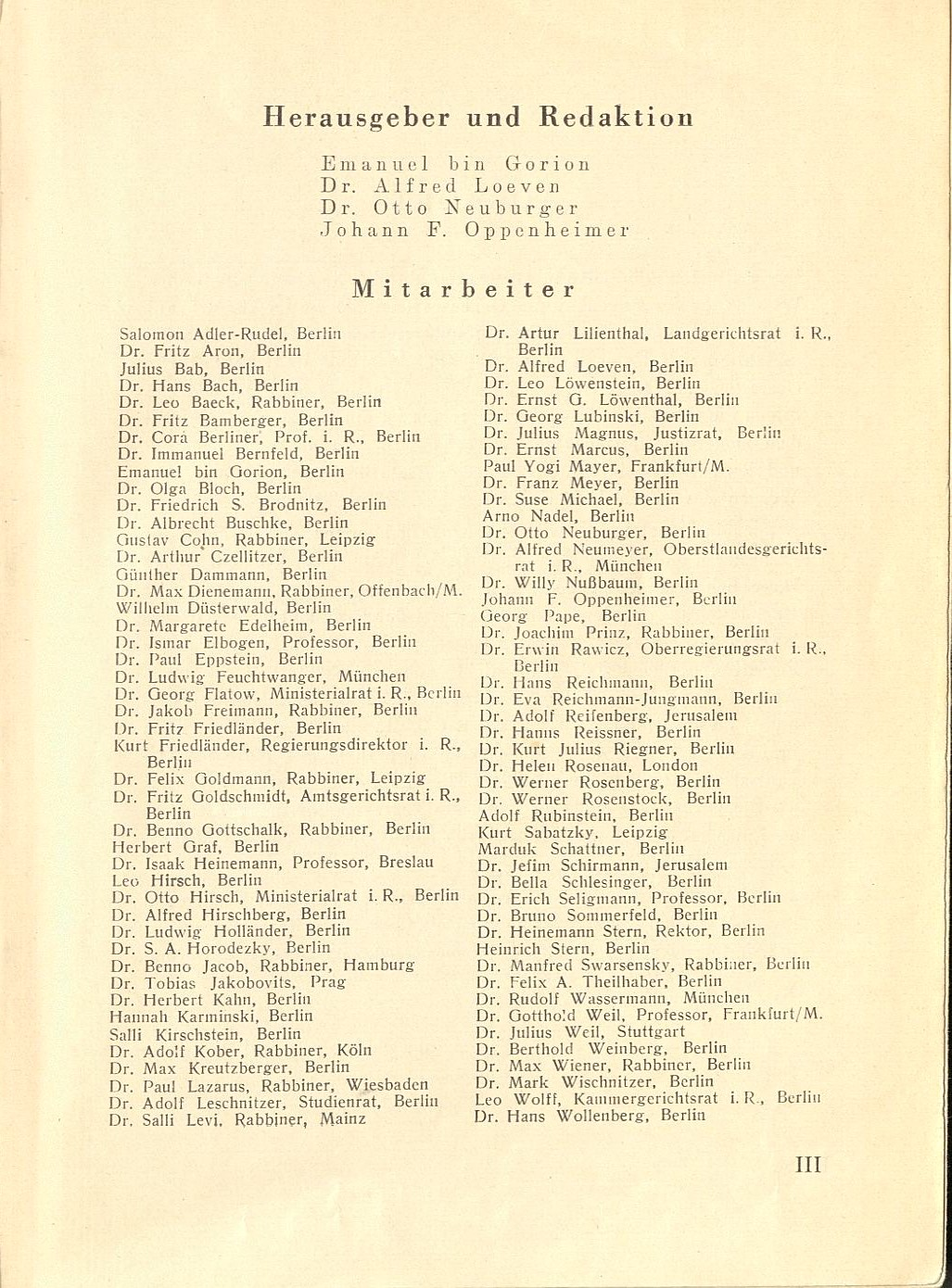
Mitherausgeber

- Otto Neuburger: Civil affairs guide – German-English dictionary of German administrative terms. War Department, Washington, DC 1944 (Textarchiv – Internet Archive).
- Otto Neuburger: Official publications of present-day Germany: government, corporate organizations and National Socialist party. With an Outline of the Governmental Structure of Germany.  Washington: United States Government Printing Office, 1944, Digitalisat
- Was soll aus uns werden? [B.-Charlottenburg 2, Kantstr. 156] : [Zentralwohlfahrtsstelle der deutschen Juden], 1935
- Der arbeitende Mensch in der erzählenden Literatur. München : A. Langen, [1927]
- Die soziologischen und ökonomischen Grundlagen der Mode. Gräfenhainichen : Hecker, 1912. Dissertation Heidelberg
  - Die Mode. Berlin : Siemenroth, 1913